# Levutė Staniuvienė
Levutė Staniuvienė (* 1958 in Večiai, Rajongemeinde Skuodas) ist eine litauische Politikerin.

## Leben
1974 absolvierte Levutė Staniuvienė 8 Klassen an der Mittelschule Lenkimai und 1978 die Abteilung der Vorschulbildung der Antanas-Venclova-Schule Klaipėda, 1986 das Diplomstudium der Pädagogik und Psychologie an der Fakultät Klaipėda der Šiaulių pedagoginis institutas sowie 2006 das Masterstudium der Verwaltung an der Kauno technologijos universitetas in Kaunas. Sie war Gehilfin von Jurgis Razma und ab 2011 Vizebürgermeisterin von Skuodas.
Seit 2016 ist sie Mitglied im Seimas.
Ab 1994 war sie Mitglied von Lietuvos krikščionių demokratų partija (LKDP) ab 2006 der Tėvynės sąjunga.